# Andreas Glyniadakīs
Andreas Glyniadakīs (in greco Ανδρέας Γλυνιαδάκης?; La Canea, 26 agosto 1981) è un ex cestista greco.

## Carriera
È stato scelto dai Detroit Pistons al secondo giro del Draft NBA 2003 (58ª scelta assoluta).
Con la Grecia ha disputato i Giochi olimpici di Pechino 2008, i Campionati europei del 2009 e i Campionati mondiali del 2014.

## Palmarès
- Campionato greco: 5

Panathinaikos: 1997-98, 1998-99, 1999-2000, 2000-01
Olympiakos: 2011-12
- Campione NBDL: 1

2005-06
- Coppa di Grecia: 2

Olympiakos: 2009-10, 2010-11
- Eurolega: 1

Olympiakos: 2011-12